# I demoni (film 2015)
I demoni è un film del 2015 diretto da Philippe Lesage.
È stato presentato in anteprima al 25 settembre 2015 al Festival internazionale del cinema di San Sebastián.

## Trama
Félix è un bambino di dieci anni che vive con la sua famiglia in un tranquillo sobborgo di Montreal. Timido e gentile per natura, il bambino è però troppo incline ad eccessive preoccupazioni specie nei riguardi della propria famiglia. Quando in città iniziano ad avere luogo una serie di rapimenti di minori, le sue futili paure lasciano il posto a qualcosa di molto più reale e spaventoso.

## Produzione
Il film è stato girato tra agosto e settembre 2014 a Montreal e nelle sue vicinanze.
La maggior parte dei bambini e adolescenti che recitano nel film erano alla loro prima esperienza davanti alla macchina da presa.

## Distribuzione
Presentato nel settembre 2015 al Festival internazionale del cinema di San Sebastián, il film venne distribuito nella provincia di Quebec (su 8 schermi) il 30 ottobre 2015.
A dicembre, il film è stato annunciato come parte della serie annuale di proiezioni Top Ten dei dieci migliori film canadesi dell'anno del Toronto International Film Festival.

## Botteghini
Il film ha incassato in tutto il mondo ai botteghini 1.755 dollari, rivelandosi un insuccesso.

## Riconoscimenti[6]
- 2015 - Festival internazionale del cinema di San Sebastián
  - Nomination Miglior film
- 2015 - Hamburg Film Festival
  - Nomination Young Talent Award a Philippe Lesage
- 2016 - Titanic International Film Festival
  - Breaking Waves Award
- 2016 - San Francisco International Film Festival
  - Golden Gate Award
- 2016 - Milwaukee Film Festival
  - Nomination Hertzfeld Competition Award
- 2016 - Jutra Awards
  - Nomination Miglior film
  - Nomination Miglior regista
- 2016 - International Istanbul Film Festival
  - Nomination Golden Tulip
- 2016 - Göteborg Film Festival[7]
  - Nomination International Debut Award a Philippe Lesage
- 2016 - Canadian Screen Awards
  - Nomination Miglior film
  - Nomination Achievement in Direction
- 2016 - Camerimage
  - Nomination Miglior debutto alla regia a Philippe Lesage
- 2016 - Buenos Aires International Festival of Independent Cinema
  - Nomination Miglior film

## Collegamenti ad altre pellicole
Tremblay-Grenier ha ripreso il suo ruolo di Félix come personaggio minore nel film Genèse di Lesage del 2018. Anche Théodore Pellerin, che qui interpreta David, è presente nel film del 2018 ma in un ruolo completamente diverso.